# International PEN
International PEN (tiếng Việt: Tổ chức Văn bút Quốc tế), là một Hiệp hội các nhà văn, được thành lập ở Luân Đôn (Anh) năm 1921 nhằm thúc đẩy tình hữu nghị và sự hợp tác trí tuệ giữa các nhà văn trên khắp thế giới. Ngoài ra Hội cũng nhắm các mục tiêu: nhấn mạnh vai trò của văn học trong việc phát triển sự hiểu biết lẫn nhau và (hiểu biết) văn hóa thế giới, đấu tranh cho quyền tự do ngôn luận, và hành động như là một tiếng nói mạnh mẽ đại diện cho các nhà văn bị sách nhiễu, bị cầm tù và đôi khi bị giết vì quan điểm của mình.
PEN là chữ viết tắt gồm những mẫu tự đầu tiên của Poets, Essayists và Novelists (các nhà thơ, nhà viết tiểu luận và tiểu thuyết gia), tuy nhiên ngày nay hội bao gồm các nhà văn thuộc mọi lãnh vực văn học, chẳng hạn như các nhà báo và các nhà sử học.
Đây là tổ chức bảo vệ nhân quyền và tổ chức văn học quốc tế lâu đời nhất thế giới Hội có trên 100 chi nhánh PEN tự trị tại các quốc gia.

## Vai trò của PEN
PEN là một tổ chức phi chính phủ có quan hệ tư vấn chính thức với UNESCO và cương vị tư vấn đặc biệt với Hội đồng Kinh tế và Xã hội Liên Hợp Quốc.

## Lịch sử
Câu lạc bộ PEN đầu tiên được thành lập ở Luân Đôn năm 1921 bởi Catherine Amy Dawson Scott, với John Galsworthy làm chủ tịch đầu tiên. Các thành viên đầu tiên của Câu lạc bộ này trong đó có Joseph Conrad, Elizabeth Craig, George Bernard Shaw và H. G. Wells.
Câu lạc bộ được thành lập nhắm các mục đích sau:
1. Thúc đẩy việc hợp tác trí tuệ và sự hiểu biết giữa các nhà văn;
2. Thiết lập một cộng đồng thế giới các nhà văn và làm nổi bật vai trò trung tâm của văn học trong sự phát triển văn hóa thế giới;
3. Bảo vệ văn học chống lại nhiều mối đe dọa cho sự tồn tại của nó mà thế giới hiện đại đặt ra.

Những chủ tịch cũ của "International PEN" gồm có Malcolm Afford, Alberto Moravia, Heinrich Böll, Arthur Miller, Mario Vargas Llosa, Homero Aridjis và Jiří Gruša. Chủ tịch đương nhiệm là John Ralston Saul.
"International PEN" có trụ sở chính ở Luân Đôn và gồm có 145 Trung tâm PEN tự trị ở 104 quốc gia trên khắp thế giới, mỗi trung tâm đều mở rộng đón nhận các nhà văn, nhà báo, dịch giả, nhà sử học đủ điều kiện và những người khác tích cực tham gia vào bất kỳ ngành nào của văn học, bất kể quốc tịch, màu da, chủng tộc hay tôn giáo.

## Hiến chương PEN
Văn học, quốc gia dù trong nguồn gốc nó không có biên giới, và sẽ vẫn là sự phổ biến chung giữa các dân tộc mặc dù có những biến động chính trị và quốc tế.
Trong mọi hoàn cảnh, và đặc biệt trong thời chiến, các tác phẩm nghệ thuật và những thư viện, là di sản của nhân loại nói chung, nên để nguyên vẹn không bị tác động bởi xúc cảm đam mê quốc gia hay chính trị.
Các hội viên PEN phải luôn luôn sử dụng những ảnh hưởng mà họ có để thúc đẩy của sự hiểu biết và tôn trọng lẫn nhau giữa các dân tộc, họ tự cam kết làm hết sức mình để xua tan những hận thù chủng tộc, giai cấp, hận thù quốc gia và đấu tranh cho lý tưởng một nhân loại sống trong hòa bình trên thế giới.
PEN ủng hộ nguyên tắc truyền bá tư tưởng không bị cản trở trong mỗi quốc gia và trong mọi dân tộc, và các thành viên PEN tự cam kết phản đối mọi hình thức đàn áp tự do ngôn luận trong nước hay trong cộng đồng của mình.
PEN tuyên bố tán thành một nền báo chí tự do và phản đối việc kiểm duyệt độc đoán trong thời bình. PEN tin rằng sự tiến bộ cần thiết của thế giới hướng tới một trật tự chính trị và kinh tế có tổ chức cao hơn làm cho việc tự do phê bình chính phủ, chính quyền, và các tổ chức là rất quan trọng. Và vì sự tự do có bao hàm ý hạn chế tự nguyện, nên các hội viên PEN tự cam kết chống lại các tệ nạn như vậy của việc tự do xuất bản báo chí xuyên tạc, cố ý lừa dối, và bóp méo các sự kiện cho những mục đích chính trị và cá nhân...

## Ủy ban nhà văn trong tù
Ủy ban nhà văn trong tù của "International PEN", làm việc nhân danh những nhà văn bị bách hại trên khắp thế giới. Được thành lập năm 1960 để đối phó với những mưu toan ngày càng tăng nhằm bịt miệng các tiếng nói của người bất đồng chính kiến bằng cách bỏ tù các nhà văn. Ủy ban nhà văn trong tù giám sát các trường hợp của hơn 900 nhà văn đã bị cầm tù, tra tấn, đe dọa, tấn công, làm cho mất tích, và bị giết vì việc hành nghề cách hòa bình của họ. Ủy ban đã xuất bản một Danh sách các vụ việc  Lưu trữ ngày 28 tháng 10 năm 2005 tại Wayback Machine mỗi năm 2 lần chứng minh bằng tài liệu những vụ vi phạm tự do ngôn luận chống lại các nhà văn trên toàn thế giới.
Ủy ban cũng điều phối chiến dịch của các hội viên "International PEN" hướng tới chấm dứt các cuộc tấn công và đàn áp tự do ngôn luận trên toàn thế giới.
Ùy ban nhà văn trong tù của "International PEN" là thành viên sáng lập của International Freedom of Expression Exchange (Quốc tế Tự do trao đổi ý kiến), một mạng các tổ chức phi chính phủ toàn cầu giám sát việc kiểm duyệt trên khắp thế giới và bảo vệ các nhà báo, nhà văn, các người sử dụng internet cùng những người khác bị bách hại vì thi hành quyền tự do ngôn luận của họ.
Ủy ban cũng là thành viên của Tunisia Monitoring Group (Nhóm giám sát Tunisia), một liên minh gồm 16 tổ chức tự do ngôn luận làm việc vận động giới thân cận chính phủ Tunisia để cải thiện tình trạng nhân quyền tồi tệ ở đây.

## Những đài tưởng niệm

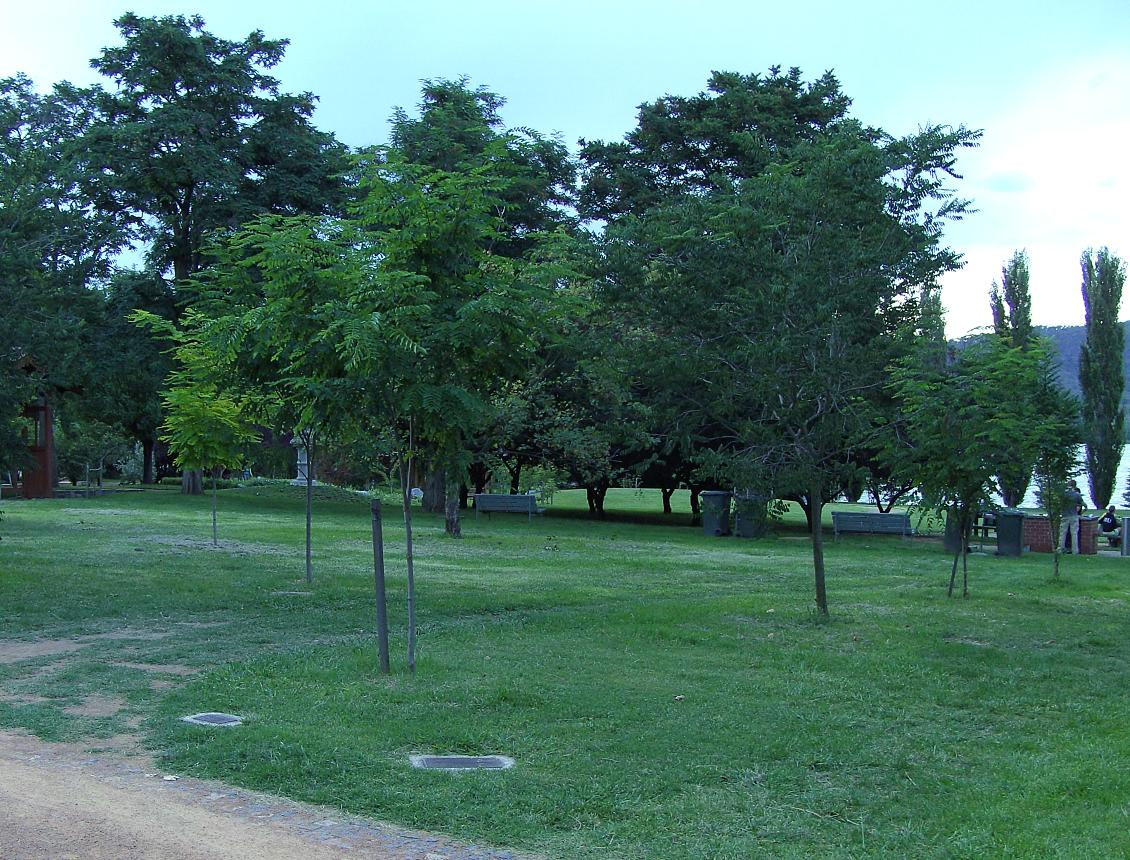
Khu nhỏ rừng cây tưởng niệm ở Canberra, Úc

Một khu nhỏ rừng cây bên cạnh Hồ Burley Griffin tạo thành khu tưởng niệm International PEN ở Canberra, (Úc), được chính thức khai trương ngày 17.11.1997. Các lời hiến tặng ghi: "Linh hồn sẽ chết trong mọi người chúng ta nếu chúng ta làm thinh khi đối mặt với sự bạo ngược chuyên chế)." (The spirit dies in all of us who keep silent in the face of tyranny).
Một tác phẩm điêu khắc bằng gang mang tên Witness (Nhân chứng), do Câu lạc bộ PEN Anh đặt Antony Gormley làm để đánh dấu ngày kỷ niệm thành lập lần thứ 90 của mình được dựng ở bên ngoài Thư viện Anh tại Luân Đôn. Bức điêu khắc này miêu tả một ghế trống, và được lấy cảm hứng từ biểu tượng được Câu lạc bộ PEN Anh sử dụng 30 năm để thể hiện các nhà văn bị cầm tù trên toàn thế giới. Bức điêu khắc này được mở màn khánh thành ngày 13.12. 2011.

## Những hội viên nổi tiếng của International PEN
- Homero Aridjis, Chủ tịch danh dự (Emeritus).
- Margaret Atwood[7]
- Heinrich Böll
- Joseph Conrad
- Elizabeth Craig
- Hermann Friedmann
- Robie Macauley
- Arthur Miller
- Charles Langbridge Morgan
- Harold Pinter
- George Bernard Shaw
- H. G. Wells
- Mario Vargas Llosa

## Các giải thưởng liên kết với PEN
Hàng năm PEN trao hàng chục giải thưởng văn học. Trong số đó có các giải như:
- PEN/Faulkner Award for Fiction (Giải PEN/Faulkner cho tác phẩm hư cấu)
- PEN/Malamud Award (Giải PEN/Malamud) cho tác phẩm xuất sắc trong nghệ thuật truyện ngắn hư cấu
- PEN/O. Henry Prize Stories (một hợp tuyển hàng năm, không phải một giải thưởng)

## Nhận xét
Theo tờ Nhân dân, tổ chức Văn bút quốc tế đã bị biến dạng, nhiều lần đưa ra ý kiến có mục đích xuyên tạc tình hình nhân quyền tại Việt Nam:
- Trong Đại hội quốc tế lần thứ 79 của Văn bút quốc tế tổ chức ở Reykjavik (Iceland) đã thông qua nghị quyết bày tỏ "quan ngại" về tình trạng tự do ngôn luận tại các quốc gia như Belarus, Trung Quốc, Cuba, Hungary, Ai Cập, Eritrea, Mỹ Latinh, Mexico, Nga, Tây Ban Nha, Syria, Thổ Nhĩ Kỳ, Việt Nam.
- Đối với Việt Nam, họ thường xuyên đăng tải bài viết, công bố báo cáo, nghị quyết xuyên tạc tình hình nhân quyền và đưa ra những đòi hỏi phi lý, trắng trợn, chẳng hạn như vào ngày 24-6-2013, Văn bút quốc tế gửi thư tới Chủ tịch nước Trương Tấn Sang "yêu cầu" thả ngay lập tức, vô điều kiện  Nguyễn Văn Hải tức Điếu cày(người bị Tòa án nhân dân TP Hồ Chí Minh tuyên án 12 năm tù giam, 5 năm quản chế vì tội tuyên truyền chống Nhà nước CHXHCN Việt Nam).[8]